# Come and Get It (John Newman)
Come and Get It è un singolo del cantautore britannico John Newman, pubblicato il 17 luglio 2015 come primo estratto dal secondo album in studio Revolve.

## Video musicale
Il Videoclip è stato pubblicato il 1º giugno 2015 sul canale YouTube del cantante.